# Andrew Stark
Andrew Stark, né le 23 janvier 1964 à Sydney, est un photographe de rue australien.

## Ouvrages
- Snaps from Sydney (2003)
- Candidly Inclined (2005)
- Escaping Into Life (2010)

## Source
- (en) Cet article est partiellement ou en totalité issu de l’article de Wikipédia en anglais intitulé « Andrew Stark » (voir la liste des auteurs).